# NGC 1394
NGC 1394 је лентикуларна галаксија у сазвежђу Еридан која се налази на NGC листи објеката дубоког неба.
Деклинација објекта је - 18° 17' 32" а ректасцензија 3h 39m 6,7s. Привидна величина (магнитуда) објекта NGC 1394 износи 12,8 а фотографска магнитуда 13,8. NGC 1394 је још познат и под ознакама ESO 548-60, MCG -3-10-21, PGC 13444.